# Angelo Fumagalli
Angelo Fumagalli (Milano, 28 aprile 1728 – Milano, 12 marzo 1804) è stato un abate, storico ed erudito italiano, appartenente all'Ordine cistercense.

## Biografia
Fumagalli entrò da giovane nell'Ordine cistercense, e oltre agli studi per la professione monastica e di teologia, segue quelli in lingue orientali e nella storia della sua patria.
Fumagalli trova risorse nei ricchi archivi del suo convento, l'abazia di sant'Ambrogio a Milano, e sui diritti sovrani del feudo di Lombardia. I primi frutti dei suoi studi furono due dissertazioni prima di compiere i trent'anni: un trattato sopra le origini della idolatria e un altro su un manoscritto in greco che parla della liturgia ambrosiana.
L'erudizione di Fumagalli abbraccia anche soggetti letterari e religiosi e scrive la vita di Francisco Cicercio, un saggio del sedicesimo secolo, e scrive di padre Ilarione Rancati, che aveva parlato del tema spinoso del giansenismo.
In seguito fu unviato a Roma, dove insegnò come professore di teologia e di diplomatica. Al suo ritorno a Milano nel 1773 fu lettore nel suo monastero.
Più tardi fu nominato abate e ottenne i diritti di cancelleria e tipografia, indipendente dall'autorità dei Duchi di Milano, nell'interesse dell'istruzione dei suoi compatrioti.
La tipografia di Sant'Ambrogio arricchisce l'Italia con un'edizione di "Storia dell'arte del disegno degli antichi", di Winckelmann, tradotta dall'originale tedesco in italiano dall'abate Carlo Amoretti e commentata da Fumagalli.
La prosperità territoriale della sua patria occupa le sue meditazioni tanto quanto la gloria della provincia lombarda, e scrive alcune memorie sull'irrigazione dei prati, sugli uliveti. Altra opera importante, considerata classica, sono le "Instituzioni diplomatiche", pubblicate nel 1802 dal tipografo Crivelli.
Fumagalli fu uno dei trenta membri dell'Istituto di scienze, lettere ed arti nominato dal governo; però la soppressione del suo Ordine lo mette in difficoltà economica.
L'abate morì nella sua città natale nel 1804 e venne sepolto al cimitero di Porta Vercellina, poi demolito alla fine dell'Ottocento.

## Opere
- Spiegazione della carta topografica dell'antico Milano..., Milano, 1964.
- Sull'origine dell'idolatria, 1757.
- Sopra un codice greco della liturgia ambrosiana
- La vita del padre abate Rancati, Brescia, 1762.
- La vita del celebre letterato del secolo XVI, Francesco Cicercio, Milano, 1782, 12 libri (pubblicata assieme alle carte di Cicercio dall'abate Casati)
- Le Vicende di Milano durante la guerra di Federico I,...., Sant'Ambrogio, 1778.
- Storia delle arti del disegno presso gli antichi,..., Sant'Ambrogio, 1779.
- Delle antichità longobardico-milanesi illustrate con dissertazione, Sant'Ambrogio, 1794, 4 voll.
- Delle istituzioni diplomatiche, Milano, 1802, 2 vols.
- Codice diplomatico santambrosiano, Milano, 1805. (ristampa Milano, 1971)
- Memoria storica sull'irrigazione dei prati nel Milanese,
- Abbozzo della polizia del regno longobardico, Bologna, 1809.